# Bruno Pires (Radsportler)
Bruno Manuel Pires Silva (* 15. Mai 1981 in Évora de Alcobaça) ist ein ehemaliger portugiesischer Radrennfahrer.

## Sportlicher Werdegang
Bruno Pires fuhr seit von 2002 bis 2010 für verschiedene portugiesische Continental Teams und wurde 2006 Landesmeister im Straßenrennen. Außerdem gewann er in den Jahren 2007, 2008 und 2010 jeweils eine Etappe der Volta ao Alentejo. 
Seinen ersten Vertrag bei einem UCI ProTeam erhielt Pires 2011 bei Leopard Trek. Seine erste Grand Tour, den Giro d’Italia 2011, beendete er nicht. Es folgten vier Jahre im Team Tinkoff und zuletzt ein Jahr im Team Roth. Er beendete die Vuelta a España 2012 auf Platz 97 und den Giro d’Italia 2013 auf Platz 61 der Gesamtwertung. Weitere zählbare Erfolge gelangen ihm in seiner Zeit als Radprofi nicht.
Nach der Saison 2016 beendete Pires im Alter von 35 Jahren seine Karriere als Radrennfahrer.

## Erfolge
2006
- Portugiesischer Meister – Straßenrennen

2007
- eine Etappe Volta ao Alentejo
- eine Etappe Grand Prix Paredes Rota dos Moveis

2008
- eine Etappe Volta ao Alentejo

2010
- eine Etappe Volta ao Alentejo